# Yalong
El río Yalong, también llamado río Ya-lung (en chino, 雅砻江; pinyin, Yǎ lóng jiāng, tibetano: ཉག་ཆུ་; en Wylie: nyag chu) es un largo río del sureste asiático, un afluente del río Yangtsé que discurre en su mayoría por la provincia de Sichuan, en el sur de China. Fluye hasta el Yangtsé a lo largo de la frontera con Yunnan y tiene una longitud de 1.637 km, de los que 1.323 km son en Sichuan.
Su nacimiento está en la Meseta Tibetana en el sureste de Qinghai, y su confluencia con el Yangtsé es en el norte centro de Yunnan.
Un tramo sin carretera en la cabecera del río al noroeste de Ganzue fue explorado por primera vez por practicantes de descenso de ríos chinos a finales de los años 1990, y un tramo sin carretera en el suroeste de Sichuan fue explorado por primera vez por estadounidenses kayakistas en 2006. Véase Primeros dencensos del Yalong.
Sus principales afluentes son:
- río Xianshui (en chino, 鲜水河; pinyin, Xiānshuǐ Hé), en el curso alto, por la izquierda, con una longitud de 680 km;
- río Liqi, por la izquierda;
- río Xiaojin, por la derecha, en vértice sur del gran recodo del río;
- río Shepi, por la izquierda, en el gran recodo del río;
- río Anning (en chino, 安寧河; pinyin, Ānníng hé), por la izquierda, de 320 km y una cuenca de 11 000 km²;

Hay una importante presa hidroeléctrica en el río, la presa del embalse Tan, que recoge las aguas del Yalung y de su afluente Niaomu-Yongxing. Además, está previsto un importante proyecto, el Jinping, que consta de dos presas (Jinping I y II) y un túnel, el mayor túnel hidroeléctrico del mundo, de unos 16 km de longitud y un diámetro de 12 metros, situado en un amplio y cerrado recodo del río, en el que mediante el túnel se realiza un atajo con una caída de unos 310 m. La potencia prevista es de 3600 y 4800 MW, respectivamente, y las obras se iniciaron en 2005 y en enero de 2007 y está previsto que finalicen en 2012 y 2015.